# Verden

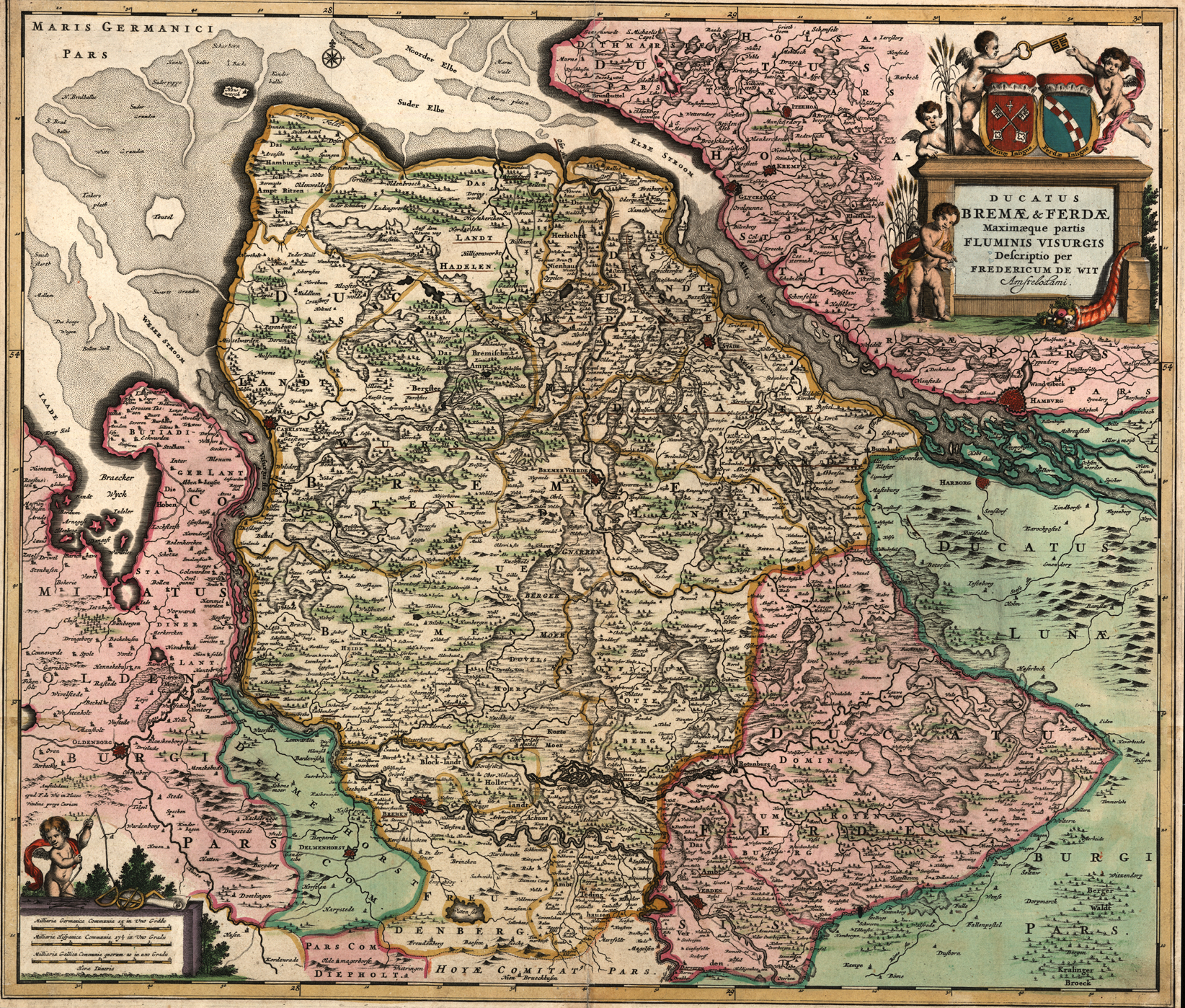
Verden (rött, nedre höger) omkring 1655.

Denna artikel handlar om den historiska provinsen Verden. Se också staden Verden. För fartyget, se HMS Verden.
Verden var tidigare ett biskopsstift i norra Tyskland med ursprung från Karl den stores tid. Dessa areal var 408 kvadratkilometer. Idag ingår det i den tyska delstaten Niedersachsen.

## Reformationen
Då reformationen började sprida sig i Tyskland, motarbetades den ivrigt av Kristofer av Braunschweig-Wolfenbüttel, som var biskop i både Bremen och Verden, men hans bror och efterträdare Georg, som också styrde båda stiften (1558-1566), tolererade den. Då efter dennes död stiften blev skilda, infördes reformationen i Verden. Det var fortfarande ett biskopsdöme, men styrdes, såsom så många andra sådana i Tyskland under denna tid, av en protestantisk biskop och ett protestantiskt domkapitel.

## Verden erövras av Sverige
Efter restitutionsediktets utfärdande 1629 förbereddes i Verden som på många ställen en katolsk reaktion, men åtgärderna i denna riktning avbröts genom Gustav II Adolfs uppträdande. År 1632 besattes Verden av svenska trupper, men 1636 måste svenska regeringen överlämna landet åt hertig Fredrik av Danmark, som 1634 blivit vald till ärkebiskop i Bremen. Då krig 1643 bröt ut mellan Danmark och Sverige, tog hertig Fredrik parti för sin far, Kristian IV, mot Sverige, vilket hade till följd att den svenske generalen Hans Christoff Königsmarck 1645 erövrade både Bremen och Verden. Trots gjorda försök lyckades hertig Fredrik sedermera inte komma i besittning av de förlorade stiften, och i westfaliska freden (1648) avträddes de båda i egenskap av sekulariserade hertigdömen som rikslän till Sveriges krona.

## Verden under Sverige
Redan vid den provisoriska anordningen av styrelsen i Bremen och Verden 1649 hade hertigdömena erhållit gemensam styrelse. Så blev också fallet sedan deras ställning under nödvändig samverkan med dem själva definitivt ordnats genom en av den svenska regeringen tillsatt kommission, som erhöll sin instruktion i början av 1651 och avslutade sin verksamhet sommaren 1652. Verden behöll emellertid sin särskilda förvaltning och sin lantdag. År 1712 erövrade danskarna såväl Bremen som Verden, men förpantade 1715 dessa länder till kurfursten av Hannover, och i freden i Stockholm 1719 avträdde Sverige dem definitivt till denne mot en ersättningssumma av 1 miljon riksdaler.

## Verden efter den svenska tiden
År 1807 kom Verden i franskt våld, lades 1810 under franska lydriket Westfalen, men kom samma år åter till Frankrike, återgavs  1814 till kungariket Hannover och införlivades 1866 jämte Hannovers övriga besittningar med Preussen och blev en del av den preussiska provinsen Hannover. Idag ingår det i den tyska delstaten Niedersachsen.